# Parbat (huyện)
Parbat (tiếng Nepal:पर्वत) là một huyện thuộc khu Dhawalagiri, vùng Tây Nepal, Nepal. Huyện này có diện tích 494 km², dân số thời điểm năm 2001 là 157826 người.

## Dân số
Biến động dân số giai đoạn 1952-2001:
| Năm    | 1971   | 1981   | 1991   | 2001   |
| ------ | ------ | ------ | ------ | ------ |
| Dân số | 118689 | 128400 | 143547 | 157826 |